# خليج غيطة

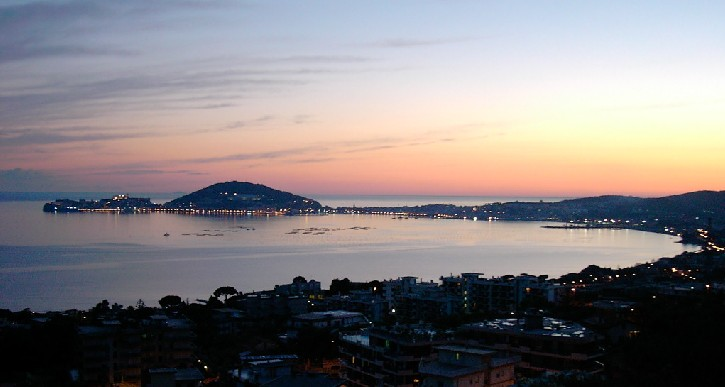

خليج غيطة أو جيتا (بالإنجليزية: Gulf of Gaeta، بالإيطالية: Golfo di Gaeta) أحد خلجان جمهورية إيطاليا. الخليج هو جسم مائي يقع على الساحل الغربي لإيطاليا، وجزء منه يتصل ببحر طرانة. يحدها جبال سيسيو في الشمال، وجزيرة إسكيا البركانية وخليج نابُل في الجنوب، وجزر جسرية في الغرب.
سُمِّي الخليج باسم المدينة الإيطالية القريبة من الخليج وهي مدينة غيطة. فولتورنو هو النهر الرئيسي الذي يصب في الخليج.